# Шоста авеню
Шоста авеню, також проспект Америки (англ. Sixth Avenue, Avenue of the Americas) — головна вулиця району Нью-Йорка Манхеттен, по якій рух транспорту проходить на північ, або «верхнє місто». Більшу частину своєї довжини він комерційний.
Шоста авеню починається на чотири квартали нижче Канал-стріт, на Франклін-стріт у Трайбеці, де північна Черч-стріт ділиться на Шосту авеню ліворуч і місцеве продовження Черч-стріт праворуч, яка потім закінчується на Канал-стріт. Від цього початку Шоста авеню перетинає Сохо та Гринвіч-Вілледж, приблизно відокремлює Челсі від Флетайрона і Но-Мед, проходить через Швейний квартал і огинає край Театрального кварталу, проходячи через Мідтаун.
Північний кінець Шостої авеню знаходиться на півдні Центрального парку, поруч із входом Воріт художників до Центрального парку через Центр драйв. Історично Шоста авеню також називалася дорога, яка продовжувалася на північ від Центрального парку, але цей відрізок був перейменований на Ленокс-авеню в 1887 році, а в 1987 році — на бульвар Малкольма Ікс.

## Історія

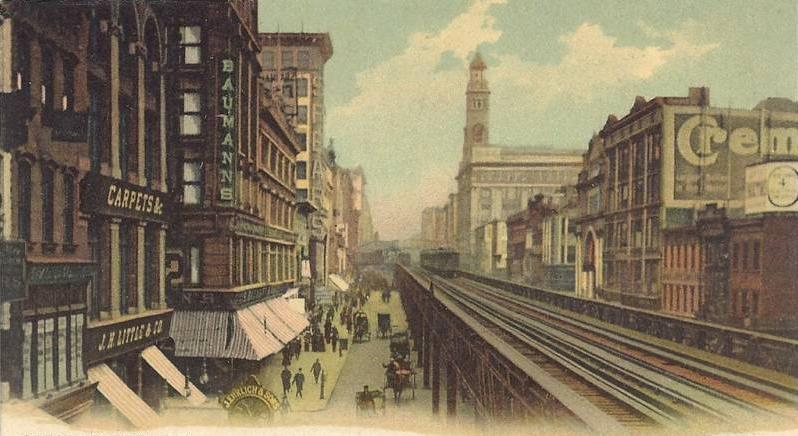
Шоста авеню дивлячись на північ з 14-ї вулиці в 1905 році

Шоста авеню була закладена в плані Уповноважених 1811 року. Згідно з початковим проектом, південна кінцева зупинка Шостої авеню була на Кармайн-стріт у Грінвіч-Віллидж і продовжувалася на північ до 147-ї вулиці в Гарлемі. Центральний парк був доданий до сітки вулиць у 1857 році та створив перерву на Шостій авеню між 59-ю та 110-ю вулицями. Пропозиції щодо продовження вулиці на південь від Кармін-стріт обговорювалися міською радою олдерменів ще в середині 1860-х років.